# Швейцарія від федералізації до світових війн
Федералізація Швейцарської Конфедерації 1848 року — період швейцарської історії, що охоплює часовий проміжок після Реставрації та Регенерації та перед початком світових війн у XX столітті. Після боротьби між радикалами й консерваторами в першій половині XIX століття, яка вилилася в громадянську війну, 12 вересня 1848 року була ухвалена нова федеральна конституція, яка закладала нову централізовану федеративну державу, у якій кантони були вже не незалежними, а «суверенними», поступившись деякими своїми привілеями федеральній державі. Ця конституція також встановлювала нові політичні, монетарні й економічні інститути та визначила місто Берн, де був побудований Федеральний палац, у статусі федерального міста.
З огляду на зовнішню політику, цей період ознаменувався Невшательською кризою 1856—1857 років, а потім Савойською кризою 1860 року, коли Федеральна рада розглядала питання про окупацію французьких регіонів Шабле та Фосіньї. Під час Французько-прусської війни Швейцарія мобілізувала свої сили, але залишилася нейтральною, прийнявши велику кількість біженців, які першими скористалися допомогою Червоного Хреста, нещодавно створеного Анрі Дюнаном.
На внутрішньому фронті поступово було надано право факультативного референдуму та право народної ініціативи, а мажоритарна система, запроваджена радикалами, була скасована в 1868 році на користь пропорційної системи, що дозволило католицьким консерваторам отримати місце у Федеральній раді в 1891 році. У тому ж дусі, перегляд конституції в 1874 році надав федеративній державі ще більше прерогатив, і в Лозанні був створений Федеральний верховний суд. Цей перегляд відбувся під час німецького Культуркампфу, наслідки якого відчула і Швейцарія через низку конституційних статей, що обмежували свободу віросповідання та вираження поглядів, особливо щодо католицизму, і призвели до розриву дипломатичних відносин між Швейцарією та Святим Престолом у 1874 році.
Централізація влади продовжилася в 1891 році, коли Конфедерація отримала монополію на випуск банкнот і створила Швейцарський національний банк. У 1898 році кримінальне та цивільне право в повному обсязі стали прерогативою федеральної держави. Саме в цей період були досягнуті перші соціальні успіхи, такі як скорочення щоденного робочого дня.

## Конституція 1848 року

### Вихід з війни

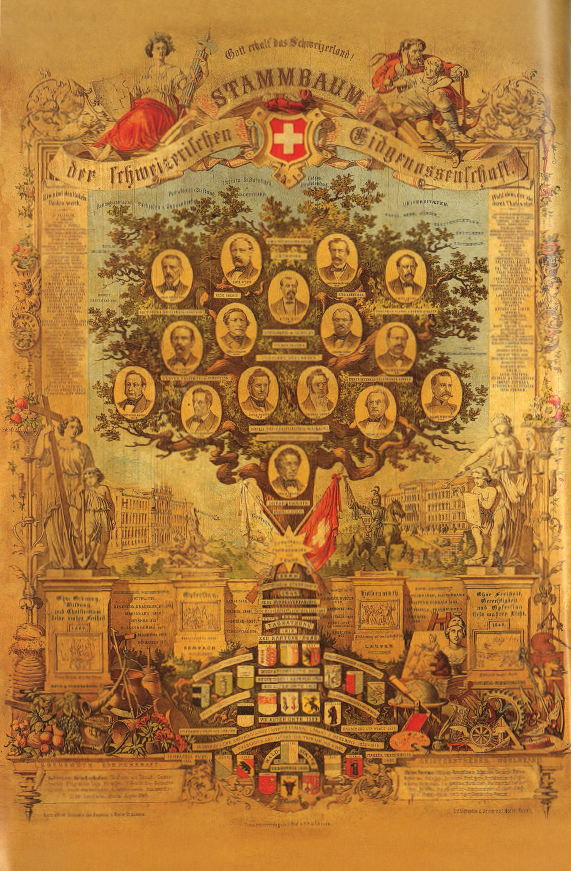
Агітаційний плакат, що зображує історію федеральної держави

Коли наприкінці лютого 1848 року у Франції спалахнула революція, різні радикальні рухи у Швейцарії вже взяли під політичний контроль майже всі кантони, які раніше були нейтральними або ворожими до ідеї перегляду Союзної угоди 1815 року. Після закінчення Зондербундської війни, коли політичні лідери сепаратистського альянсу втекли або втратили свої мандати, склалися умови для початку роботи над новими державними структурами. Фактичний початок цієї роботи був пов'язаний з тим, що радикали скористалися дезінтеграцією європейських націй, спричиненою Весною народів, які ще в січні вимагали одностайності кантонів як передумови для внесення будь-яких змін до Союзної угоди.
Рух очолювала комісія, призначена тагзатцунгом, до якої входило 23 члени (по одному від кожного кантону і напівкантону, за винятком Невшателю й Аппенцелль-Іннерродену). У її лавах були деякі з майбутніх «батьків-засновників» нації та переважно представники кантональних урядів. Комісія зібрала свої пропозиції в доповіді, представленій 8 квітня 1848 року. На пленарному засіданні зборів 15 квітня ця ж група відстоювала свій проєкт, погодившись на низку компромісів, спрямованих на мінімізацію повноважень централізованої влади у військовій, освітній та дорожній сферах, де значна влада зберігалася на кантональному рівні. Ці поступки дозволили кантональним депутатам у зборах прийняти нову Конституцію, розроблену тургауцем Йоганном Конрадом Керном і водуанцем Даніелем-Анрі Дрюе в червні, перед тим як її винесли на народне голосування між липнем і серпнем, де текст був схвалений 15½ кантонами проти 6½ (власне шістьма членами Зондербунду: Урі, Швіц, Обвальден, Нідвальден, Цуг і Вале, до яких приєднався Тічино, де втрати від скасування кантональних митних прав відіграли ключову роль, і напівкантон Аппенцелль-Іннерроден). У Люцерні утримання від голосування було зараховано як схвалення, тоді як у кантоні Фрібур голосувала лише Велика рада, яку складали радикали. Явка виборців була різною: від менш ніж 20 % у Берні до 88 % там, де голосування було обов'язковим.
12 вересня 1848 року тагзатцунг зафіксував результати кантональних голосувань, і, відзначивши, що Конституція була схвалена, оголосив про саморозпуск 22 вересня, як це було передбачено перехідними положеннями схваленого тексту, таким чином ознаменувавши кінець дії угоди 1815 року.

### Федеральна конституція 1848 року

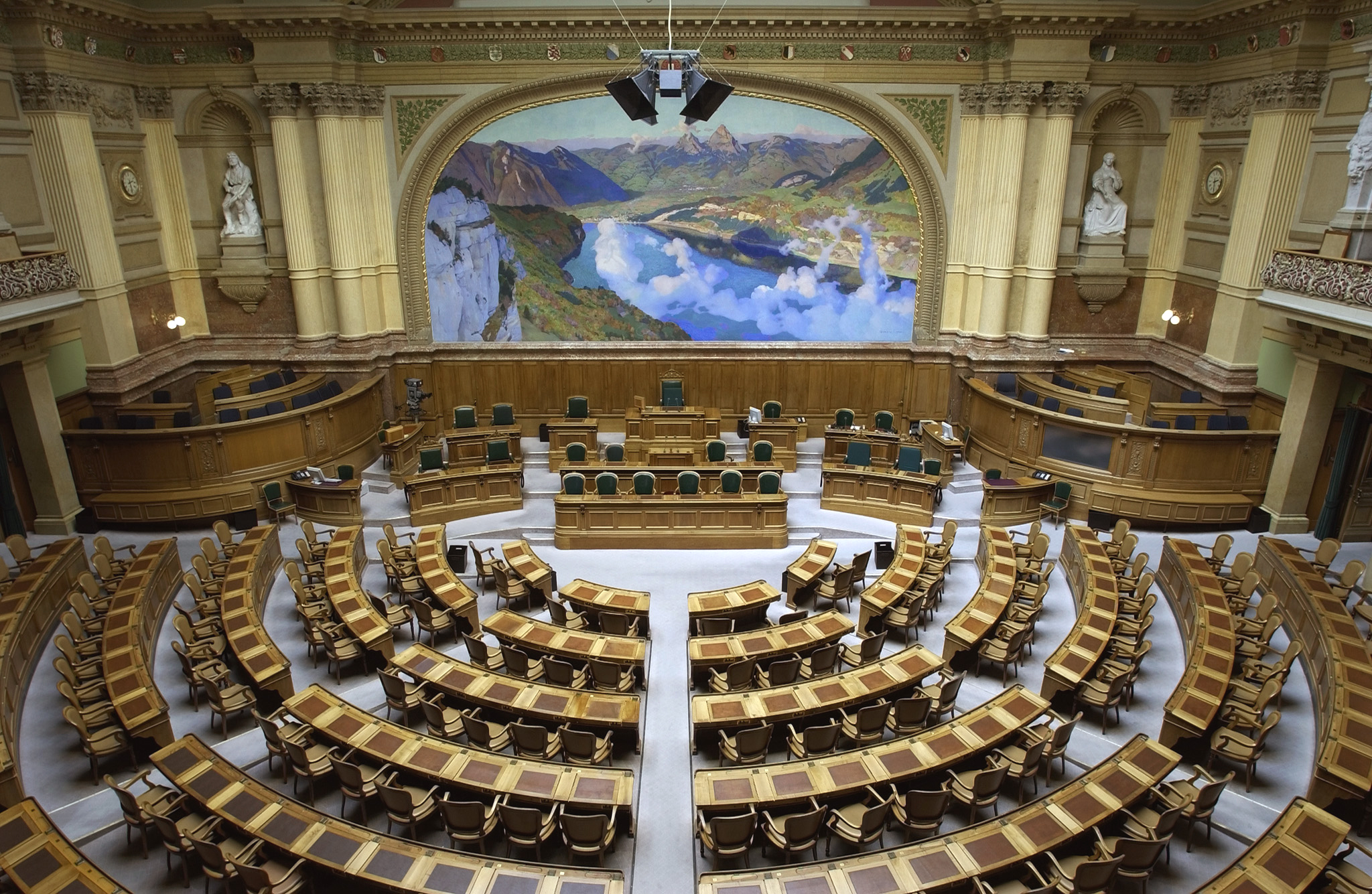
Резиденція Національної ради у Федеральному палаці в Берні

Схвалений населенням текст отримав офіційну назву «Федеральна конституція Швейцарії». Вона складалася з преамбули, 114 статей, розділених на три глави, і була майже вдесятеро довшою за Союзну угоду 1815 року, яку вона замінила. Окрім фіксації історичних вимог, вона визначила нові інституції, пропонуючи при цьому можливість майбутнього розвитку. Дві головні її цілі, а саме гарантування незалежності країни від іноземного впливу та підтримання внутрішнього миру та порядку, взяті безпосередньо з Угоди 1815 року, тоді як дві інші головні цілі, захист свободи й прав союзних членів та сприяння загальному процвітанню, були абсолютно новими.
Замість тагзатцунгу, який складався з представників, делегованих кантональною владою, і не мав повноважень приймати рішення, Конституція утворила парламент на основі американської моделі, що складається з двох палат: Національної ради, яка представляє народ і складається з «депутатів швейцарського народу, які обираються кожні три роки шляхом прямого пропорційного голосування з розрахунку один депутат на кожні 20 000 душ населення», і Ради кантонів, у якій кожен з 22 кантонів представлений двома делегатами (і по одному делегату від кожного з напівкантонів); для ухвалення законів необхідна згода обох палат.
Виконавча влада представлена Федеральною радою, складеною з семи членів, що обираються Федеральними зборами на трирічний термін. Один з них обирається «Президентом Конфедерації» строком на один рік, хоча цей титул не надає жодних особливих прав раднику. Федеральна рада, кожен член якої відповідає за певний департамент, діє як колегіальний орган і є вищим органом виконавчої влади; її не можна скинути або змусити піти у відставку, а її члени можуть переобиратися безстроково. Федеральна рада має власну адміністрацію та канцелярію, яка виконує функції її апарату.
Судова влада здійснювалася Федеральним судом, який складався з 11 суддів, призначених Асамблеєю на неповний робочий день. Він не мав фіксованого місця розташування і поки що не був постійною інституцією, обмежуючись розглядом цивільних справ.
Однак «сувереном» залишався народ: вперше в Європі було запроваджено загальне чоловіче виборче право і гарантовано свободу пересування робочої сили та підприємництва, що дозволило громадянам Швейцарії з інших кантонів вільно користуватися своїми федеральними і кантональними політичними правами. У разі повного або часткового перегляду Конституції виборці, на додаток до виборів народних депутатів, також повинні проголосувати на обов'язковому референдумі. Існує також положення про повний перегляд тексту, якщо ініціатива збирає 50 000 підписів. Громадяни також мають право подавати петиції, хоча вони не мають обов'язкової юридичної сили.
Стаття 1 Конституції наголошує, що Швейцарська Конфедерація складається з усіх «суверенних кантонів Швейцарії […], а саме: Цюрих, Берн, Люцерн, Урі, Швіц, Унтервальден (верхній і нижній), Гларус, Цуг, Фрібур, Золотурн, Базель (міський і сільський), Шаффгаузен, Аппенцелль (обидві роди), Санкт-Галлен, Граубюнден, Ааргау, Тургау, Тічино, Во, Вале і Женева […]».
Нова конституція перетворила країну з конфедерації союзних членів на федеративну державу, тим самим передавши частину суверенітету кантонів на федеральний рівень. Згідно з дослідженням Комісії, «[…] Швейцарія більше не утворює, як це було до революції 1798 року, простого союзу суверенних держав». Відповідно до принципу субсидіарності у федералізмі, кантони здійснюють всі права, які не делеговані Конфедерації. Будь-яка поправка до кантональної конституції мала бути схвалена Конфедерацією, яка повинна була гарантувати, що вона відповідає федеральній конституції, зберігає певний рівень демократичної участі та може бути переглянута на вимогу більшості громадян кантону.

### Перші вибори, перші рішення

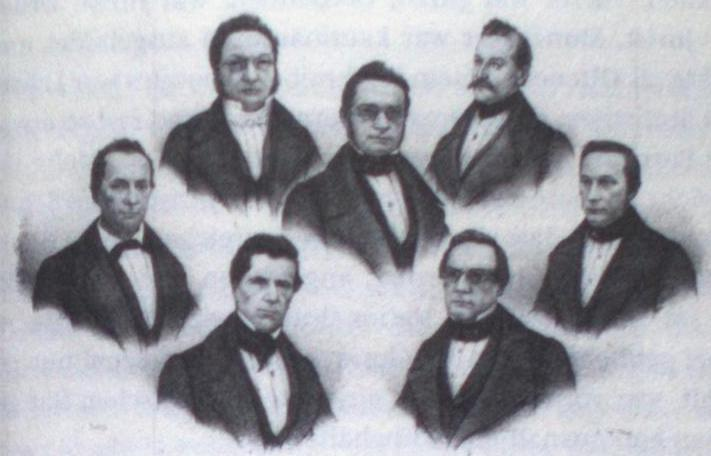
Перша Федеральна рада 1848 року. Верхній ряд, зліва направо: Анрі Дрюе, Йонас Фуррер, Ульріх Оксенбайн; нижній ряд, зліва направо:
Мартін Йозеф Мунцінгер, Стефано Франшині, Вільгельм Матіас Нефф, Фрідріх Фрай-Ерозе

#### Збори та Рада
У жовтні 1848 року в кантонах відбулися вибори до парламенту. Після кількох сутичок, зокрема в кантоні Фрібур, були оголошені результати, які підтвердили перемогу радикалів, що отримали понад три чверті місць у Національній раді та 30 з 44 місць у Раді кантонів. 16 листопада 1848 року парламент обрав першу Федеральну раду та її першого президента — Йонаса Фуррера з Вінтертура. Іншими членами ради були Анрі Дрюе з Мудона, Ульріх Оксенбайн з Нідау, Мартін Йозеф Мунцінгер з Ольтена, Стефано Франшині з Бодіо, Вільгельм Матіас Нефф з Альтштеттена та Фрідріх Фрай-Ерозе з Ліндау.
Перші члени Федеральної ради булі відносно молоді (віком від 37 до 57 років). Четверо з них були юристами та належали до Радикальної партії, яка перемогла на виборах. Жоден з кантонів Зондербунду не був представлений, хоча двоє радників, Мунцінгер і Франшині, були католиками. Жоден з семи радників не походить з великого міста, що здавалося б немислимим поколінням раніше, враховуючи, що основні рішення приймалися в старих «Vororte». Однак на той час Швейцарія все ще була відносно сільською країною, тож малі міста і села разом представляли набагато більше населення, ніж великі міста. Таким чином, національні радники, які вели передвиборчу кампанію, становили переважну більшість. Більше того, політичні події попередніх років були спрямовані саме проти класу заможних міщан, який часто був консервативним або навіть аристократичним. Тому було б нелогічно обирати члена колишньої впливової родини.
Від самого початку члени Федеральної ради Швейцарії відкидали помпезність і почесті. Попри те, що з 1803 року до префектів, мерів і президентів тагзатцунгу зверталися «Ваша Превисокосте», семеро обраних членів відмовилися від цього титулу. Простота цього уряду, яка зберігається донині, контрастує з більш помпезним протоколом сусідніх країн.

#### Місцерозташування федеральних органів влади
На тій самій сесії було ратифіковано рішення обрати Берн «федеральним містом», виключивши тим самим два інші міста — Люцерн (як лідера Зондербунду) та Цюрих (який вважався надто віддаленим). Раніше ці міста почергово виконували роль головуючих (нім. Vorort). Конституція не визначала місцерозташування федеральних органів влади. Комітет, відповідальний за це питання, вважав, що, по-перше, немає потреби, щоб усі органи влади засідали в одному місці (наприклад, Федеральний суд міг би бути розташований ближче до місць, де відбуваються відповідні події), а по-друге, що уряд за певних обставин може потребувати зміни місця перебування.
1857 року було урочисто відкрито першу офіційну будівлю (нині західне крило Федерального палацу), де розмістилися Федеральні збори, адміністрація та уряд.

#### Митні збори
Серед перших питань, з якими довелося зіткнутися Федеральній раді, було питання митних зборів, що перейшло до компетенції Конфедерації: між прихильниками протекціонізму та вільної торгівлі палати врешті-решт ухвалили компроміс, який, хоч і надавав перевагу лібералізму, все ж гарантував Конфедерації суттєві фінансові надходження. Це мистецтво компромісу було знову використано між 1849 і 1850 роками під час дискусій про монетарну уніфікацію, коли швейцарський франк був остаточно прийнятий проти флорина, підтриманого представниками кантонів Східної Швейцарії, і про міри і ваги 23 грудня 1851 року, коли фут і фунт були прийняті замість метра і кілограма, підтриманих кантонами франкомовної Швейцарії. Також під час цих перших сесій Федеральні збори прийняли рішення про націоналізацію пошти і телеграфу та організували швейцарську армію законом від 1 травня 1850 року. Капітуляція була чітко виключена з цієї військової реорганізації, а набір в іноземні війська був призупинений, за винятком Папської гвардії. Однак все ще чинні договори мали виконуватися до запланованого закінчення, завдяки чому король Неаполя ще зміг скористатися перевагами швейцарських солдатів-найманців для забезпечення оборони Гаети в 1860 році.

#### Освіта

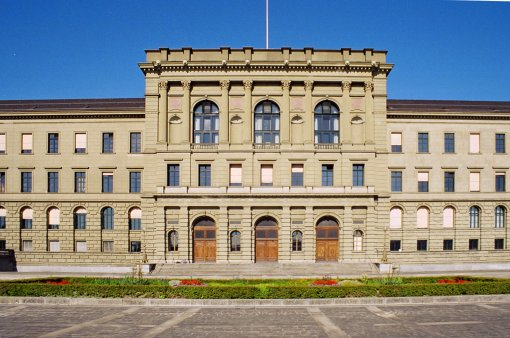
Головна будівля Федеральної вищої технічної школи Цюриха

У 1854 році консервативні католики та франкомовними швейцарці сформували спеціальну більшість у Федеральних зборах, яка виступила проти бажання радикалів створити в Цюриху національний університет, метою якого було б «зміцнення національної єдності та підготовка еліти завтрашнього дня». 4 лютого 1854 року Рада кантонів ухвалила рішення проти створення такого університету на користь Федеральної вищої технічної школи Цюриха, створеної за зразком її французької тезки, що мала відповідати за підготовку місцевих архітекторів, інженерів і техніків, які до того часу були змушені навчатися за кордоном. Остаточне рішення ухвалили 7 лютого 1854 року, і справу було передано до Цюриха, де 16 жовтня 1855 року школа відкрила свої двері для 71 студента та 160 аудиторів першого року навчання.

#### Транспорт
На початку 1850-х років Швейцарія значно відставала від решти Європи у розвитку залізниць. Федеральна рада взяла справу в свої руки і 7 квітня 1851 року запропонувала законопроєкт про створення залізничної мережі, яка б управлялася безпосередньо кантонами і Конфедерацією та фінансувалася за рахунок державно-приватного партнерства. На подив законотворців, ця пропозиція була відхилена більшістю, що складалася з лібералів, які виступали проти державного боргу, і кількох прихильників федералізму, які побоювалися втрати кантональної автономії. У другій половині століття питання залізниць знову вийшло на перший план, особливо напередодні кризи 1870-х років.

## Зовнішня політика Швейцарії
Серед багатьох критичних зауважень на адресу Союзної угоди 1815 року постійно звучить тема слабкості зовнішньої політики країни через брак ресурсів: численні втручання європейських держав у внутрішні справи Швейцарії протягом 1815—1848 років залишили глибокий слід у свідомості розробників Конституції, які поставили собі за мету захист незалежності країни, а нейтралітет розглядали лише як засіб для досягнення цієї мети.
Після кількох сутичок, пов'язаних з різними вимогами про висилку політичних біженців з Австрії в 1848 році, а потім з Німеччини та Франції наступного року, дві суперечки послідовно втягнули країну в конфронтацію з Пруссією і Францією. Мирне вирішення цих двох справ, однак, не завадило розпочати дебати про покращення потенціалу швейцарської армії, яка на той час сильно залежала від кантонів. Федеральна рада вдосконалила, модернізувала і зміцнила технічне озброєння, зокрема артилерію, не зачіпаючи при цьому кантональних повноважень. Кілька років по тому ця модернізація відіграла важливу роль у збереженні нейтралітету країни під час французько-прусської війни.

### Невшательська криза

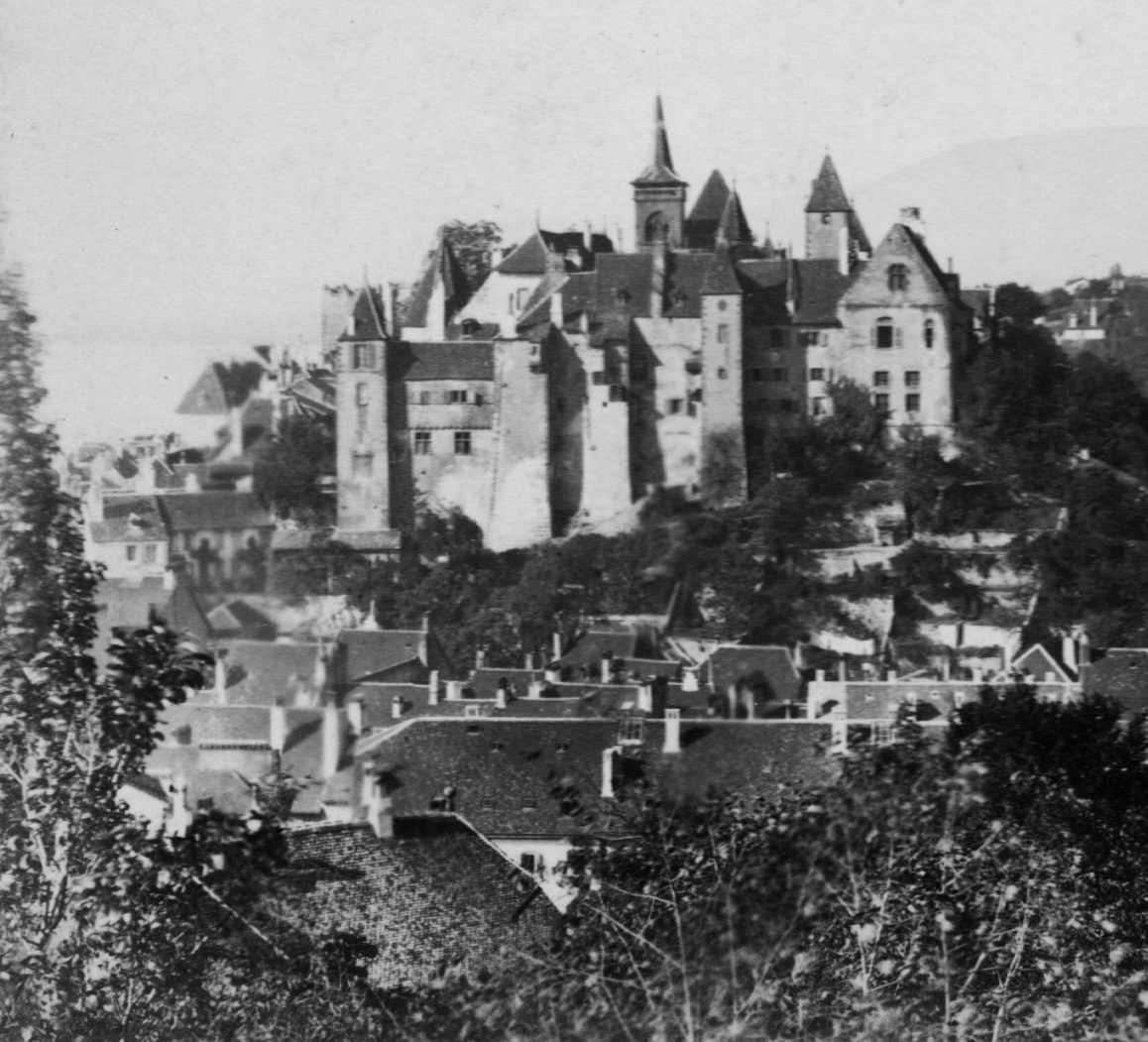
Невшательський замок

Як і в кількох інших колишніх консервативних кантонах, у 1848 році радикали встановили в кантоні Невшатель республіканський уряд, який симпатизував їхнім ідеям. Однак кантон мав особливий статус: після Віденського конгресу 1814 року він був одночасно швейцарським кантоном і князівством під сюзеренітетом короля Пруссії, що призводило до частих сутичок у першій половині XIX століття між республіканцями, які виступали за возз'єднання зі Швейцарією, і роялістами, які підтримували Пруссію.
У ніч на 2 вересня 1856 року роялісти-консерватори підняли повстання, що стало відомим як «Невшательська криза», під час якого їм вдалося захопити замок, де знаходилася Кантональна рада, і взяти в полон її членів. У той же час другий загін вирушив на захоплення Ле-Локля, а потім попрямував до Ла-Шо-де-Фона. Там роялістські війська були зупинені республіканською колоною на чолі з Амі Жираром, яка потім відвоювала Ле-Локль і Невшатель, де 500 роялістів були заарештовані й узяті в полон. Наступного дня король Пруссії Фрідріх-Вільгельм IV зажадав звільнити в'язнів, яких Федеральна рада погодилась обміняти на незалежність кантону Невшатель. Король відмовився і розірвав дипломатичні відносини зі Швейцарією, погрожуючи країні військовою інтервенцією.
Гійом-Анрі Дюфур, якому на той час було вже майже 70 років, знову був призначений генералом швейцарської армії — через сім років після того, як обіймав цю посаду під час Зондербундської війни. У відповідь на ультиматум Пруссії, термін дії якого закінчився 2 січня 1857 року, вздовж Рейну було мобілізовано 30 000 осіб. До цього часу пруссаки зібрали 300 000 осіб, 110 000 з яких були призначені для нападу на Швейцарію. Посередницьке втручання Великої Британії та Франції дозволило вирішити питання на міжнародній конференції в Парижі. 26 травня 1857 року король Пруссії відмовився від своїх прав на Невшатель, який відтоді став повноправним швейцарським кантоном.

### Савойська криза

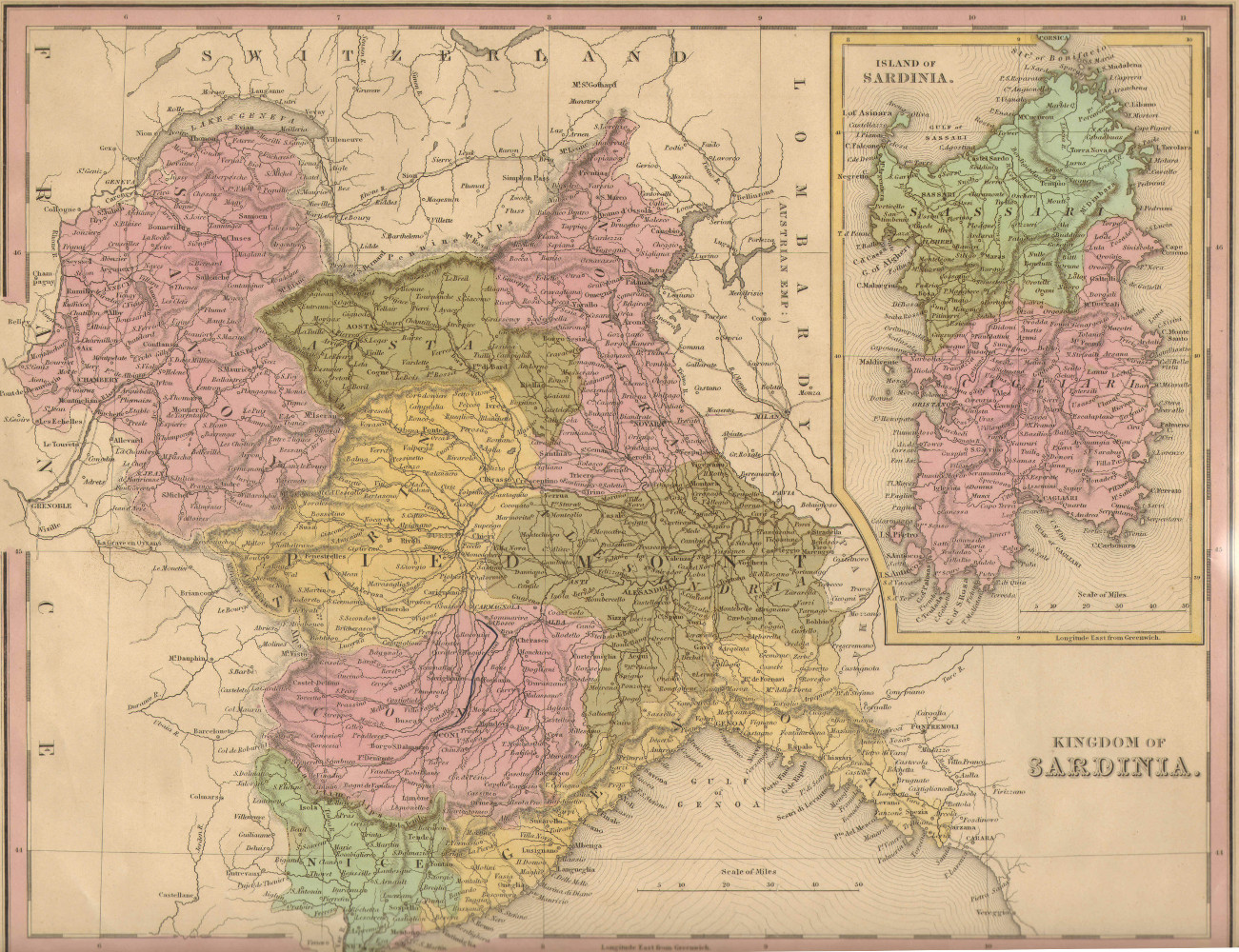
Мапа Сардинського королівства станом на 1839 рік

Через два роки після Невшательської кризи виникла нова проблема, що отримала назву Савойська криза: створення Італійського королівства, підтримане Францією Наполеона ІІІ та протиставлене Австрії, спричинило геостратегічний переворот на південь від Швейцарії. Савоя, яка на той час була частиною Сардинського королівства, мала бути приєднана до Франції разом з регіоном Ніцци, згідно з бажанням імператора Наполеона. З часів договорів 1815 року Швейцарія мала право військової окупації півночі Савої у разі війни; Федеральна рада врешті-решт претендувала на цю територію для створення 23-го кантону після того, як петиція зібрала підписи 12 000 савойців, які бажали стати швейцарцями, і незважаючи на протидію німецькомовної Швейцарії, яка не сприймала створення нового франкомовного католицького кантону.
Зіткнувшись з відмовою французького імператора, у Швейцарії була сформована партія на чолі з Якобом Штемпфлі, яка виступала за війну проти Франції. Однак колеги відхрестилися від федерального радника, і на цьому справа закінчилася, особливо після референдуму, проведеного в Шабле та Фосіньї 20 квітня 1860 року, на якому більшість населення підтримала приєднання регіону до Франції та створення великої вільної зони довжиною 3 790 км².
У 1863 році обидві країни вирішили свою останню прикордонну суперечку: долина Дапп, яка була приєднана до кантону Берн у XVII столітті, була затребувана й отримана Францією в 1805 році, яка, після Паризьких договорів 1814 і 1815 років, повинна була офіційно повернути її Швейцарії, при цьому, як і раніше, вважаючи її своєю. 20 лютого 1863 року було офіційно підписано договір між двома сторонами, які розділили цей регіон площею 700 гектарів.

### Створення Червоного Хреста

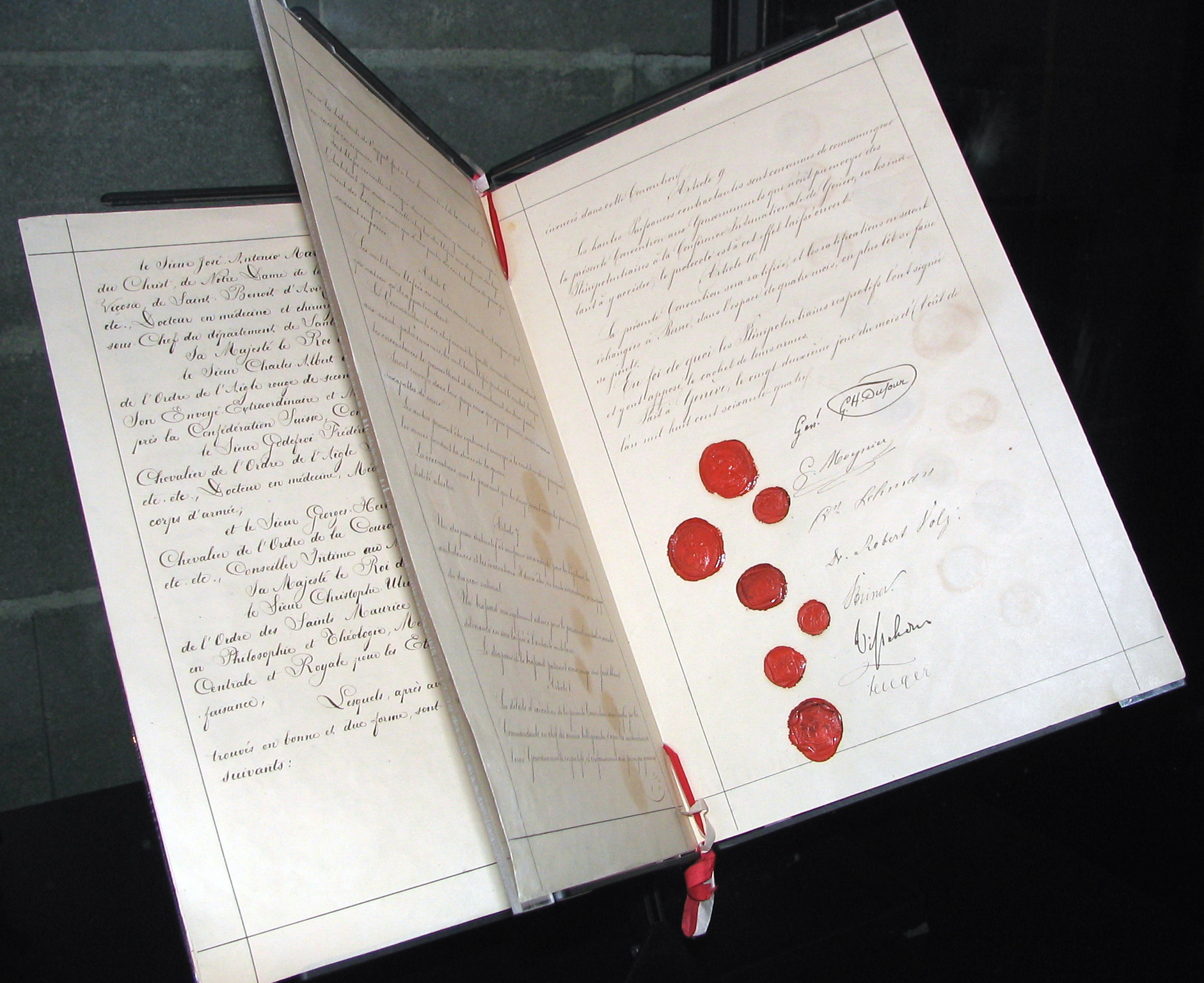
Оригінальний документ першої Женевської конвенції 1864 року

Випадково опинившись на битві під Сольферіно 24 червня 1859 року, Анрі Дюнан, підприємець з Женеви, був шокований «жахами війни» та відсутністю організації для догляду за пораненими, яких іноді залишали на полі бою на кілька днів. У 1862 році він опублікував книгу «Спогади про Сольферіно» (фр. Souvenirs de Solférino), у якій запропонував створити товариство допомоги пораненим. На основі цієї концепції наступного року Гюстав Муаньє, Гійом-Анрі Дюфур, Анрі Дюнан, Луї Аппіа і Теодор Монуар створили «Міжнародний комітет допомоги пораненим військовослужбовцям» (який у 1875 році став Міжнародним комітетом Червоного Хреста). 26 жовтня 1864 року п'ятеро чоловіків організували зустріч за участі експертів і дипломатів з 16 країн, на якій було прийнято десять резолюцій, що стали основою майбутніх товариств Червоного Хреста. Ці резолюції, відомі як Перша Женевська конвенція, включали прийняття червоного хреста на білому тлі як розпізнавальної емблеми медичного персоналу і принцип, згідно з яким поранених або хворих солдатів треба поважати та піклуватися про них, не зважаючи на їхню національну приналежність.

### Французько-прусська війна

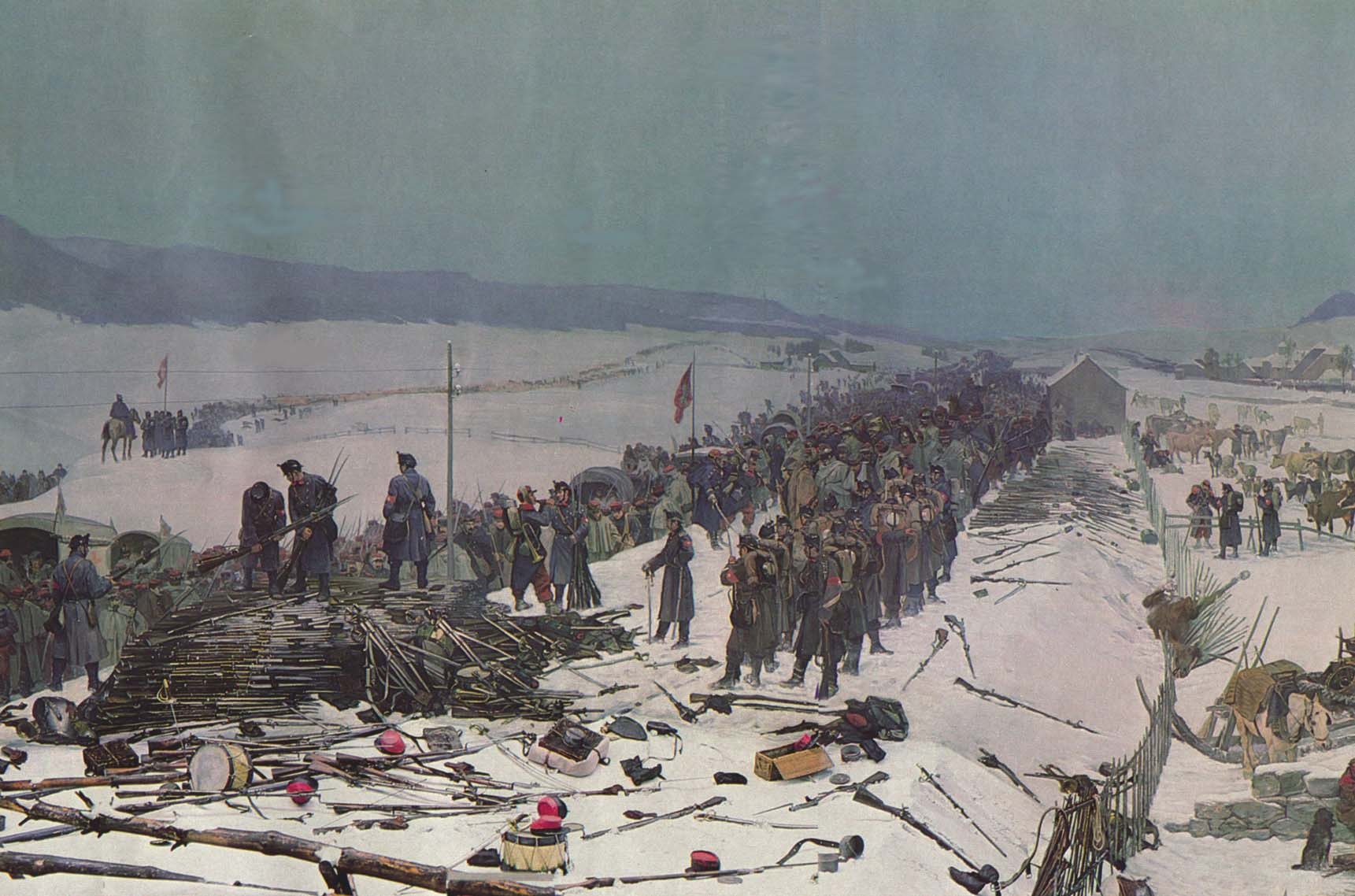
Роззброєння армії Бурбакі під час її вступу до Швейцарії у 1871 році

Коли 1870 року почалася французько-прусська війна, Швейцарія оголосила про свій нейтралітет, який був прийнятий і поважався воюючими сторонами. Капітан артилерії Ганс Герцог був призначений Федеральними зборами генералом швейцарської армії, а п'ять дивізій загальною чисельністю 37 500 чоловік були мобілізовані з 15 липня 1870 року і зосереджені в регіоні Базеля з огляду на ризик французького наступу в Шварцвальді. У січні 1871 року Східну армію під командуванням генерала Шарля Дені Бурбакі було відкинуто до швейцарського кордону вздовж Невшательської та Водуанської Юри, де розташовувалася швейцарська армія.
28 січня 1871 року французький генерал Жустен Кленшан, який замінив Бурбакі двома днями раніше, звернувся до швейцарської влади з проханням про інтернування його армії. 1 лютого 1871 року обидва генерали підписали угоду, згідно з якою французькі війська отримали дозвіл на входження до Швейцарії, залишивши зброю, боєприпаси та спорядження на кордоні. О 5 годині ранку 87 000 чоловік і 12 000 коней увійшли до Швейцарії, де їх розподілили між усіма кантонами (крім кантону Тічино) після того, як їм була надана гуманітарна допомога через дуже важкий стан. Французькі солдати були репатрійовані на батьківщину в період з 13 по 22 березня. На згадку про цю подію Едуар Кастр створив 40-метрову панораму, яку зараз можна побачити в Люцерні.

### Культуркампф

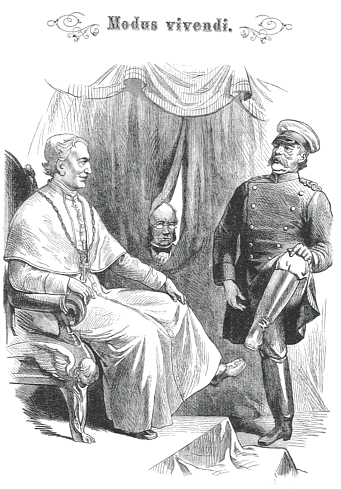
Карикатура 1878 року із зображенням Папи та канцлера Німеччини

Коли в 1871 році була заснована Німецька імперія, канцлер Отто фон Бісмарк вступив в ідеологічну боротьбу з Римо-католицькою церквою, відстоюючи концепцію «Культуркампф» (з німецької — битва за культуру), яка відстоювала перевагу науки над вірою. Ця опозиція мала сильні наслідки у Швейцарії, особливо після того, як Перший Ватиканський Собор визначив догмат про примат і непомильність Папи Римського. Цей догмат був відкинутий деякими католиками, які відкололися від Католицької Церкви і утворили дисидентський рух — Старокатолицьку Церкву.
Антиклерикальні радикали скористалися двома подіями, щоб налаштувати населення проти католицької догматики: по-перше, єпископ Базеля Ожен Лаша відлучив від церкви парафіяльного священника Пауліна Гшвінда, який відкинув догмат про непогрішність; по-друге, єпископ-помічник Гаспар Мермійо був призначений Папою Пієм IX апостольським вікарієм Женеви без повідомлення уряду.
В обох випадках влада жорстко відреагувала: Лаша звільнили у 1873 році, а Мермійо вислали зі Швейцарії. Наслідки Культуркампфу відчувалися по всій країні, особливо в Бернській Юрі, де католицьке населення чинило опір рішенню Берну вислати священників, які підтримували Лаша, у кантонах Золотурн й Ааргау, де закривали монастирі, і в кантоні Женева, який вислав з країни членів чернечих орденів, які займалися викладанням. 21 листопада 1873 року Папа опублікував енцикліку Etsi multa luctuosa, у якій засудив ці рішення. У відповідь на це Федеральна рада розірвала дипломатичні відносини з Ватиканом і 12 грудня 1873 року вислала апостольського нунція з Люцерна.
Відносини між двома державами нормалізувалися в 1878 році після обрання Папи Лева XIII, який погодився на переговори щодо низки питань. Однак перед тим, як відносини нормалізувалися, швейцарський народ прийняв поправку до Конституції, що містила низку виняткових статей, спрямованих безпосередньо проти Католицької Церкви.

## Конституція 1874 року

### Перші голосування, перша спроба перегляду

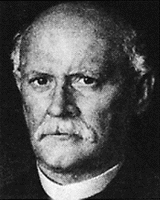
Портрет Еміля Вельті, президента Швейцарської Конфедерації у 1872 році та лідера реформаторського руху

Згідно з Конституцією, будь-які зміни до Конституції мають бути схвалені народом на конституційному референдумі. Перший такий референдум відбувся 14 січня 1866 року, вісім з дев'яти запропонованих пунктів були відхилені народом. Була прийнята лише стаття, у якій зазначалося, що євреї мають такі ж права на поселення в країні, як і всі натуралізовані громадяни.
У 1872 році на широкий загал вперше було винесено пропозицію про повний перегляд Конституції, яка передбачала посилення антикатолицьких заходів і більшу централізацію армії та законодавства — звідси й гасло «Один закон — одна армія», яке радикали використовували під час кампанії. Цей проєкт було відкинуто 12 травня 1872 року кантонами і народом завдяки союзу федералістів, католиків, франкомовних громадян і, перш за все, «демократів», які виступали за заміну представницької демократії прямою демократією через народні референдуми і народні ініціативи і які, об'єднавшись під гаслом «Все для народу, все через народ», поступово захопили владу в кантонах північного сходу країни.
Фактично, вдруге поспіль народ і кантони (необхідна подвійна більшість голосів) відкинули пропозицію правлячої більшості. Після народної відмови правляча більшість відновила роботу з перегляду Конституції.

### Ставка на франкошвейцарців

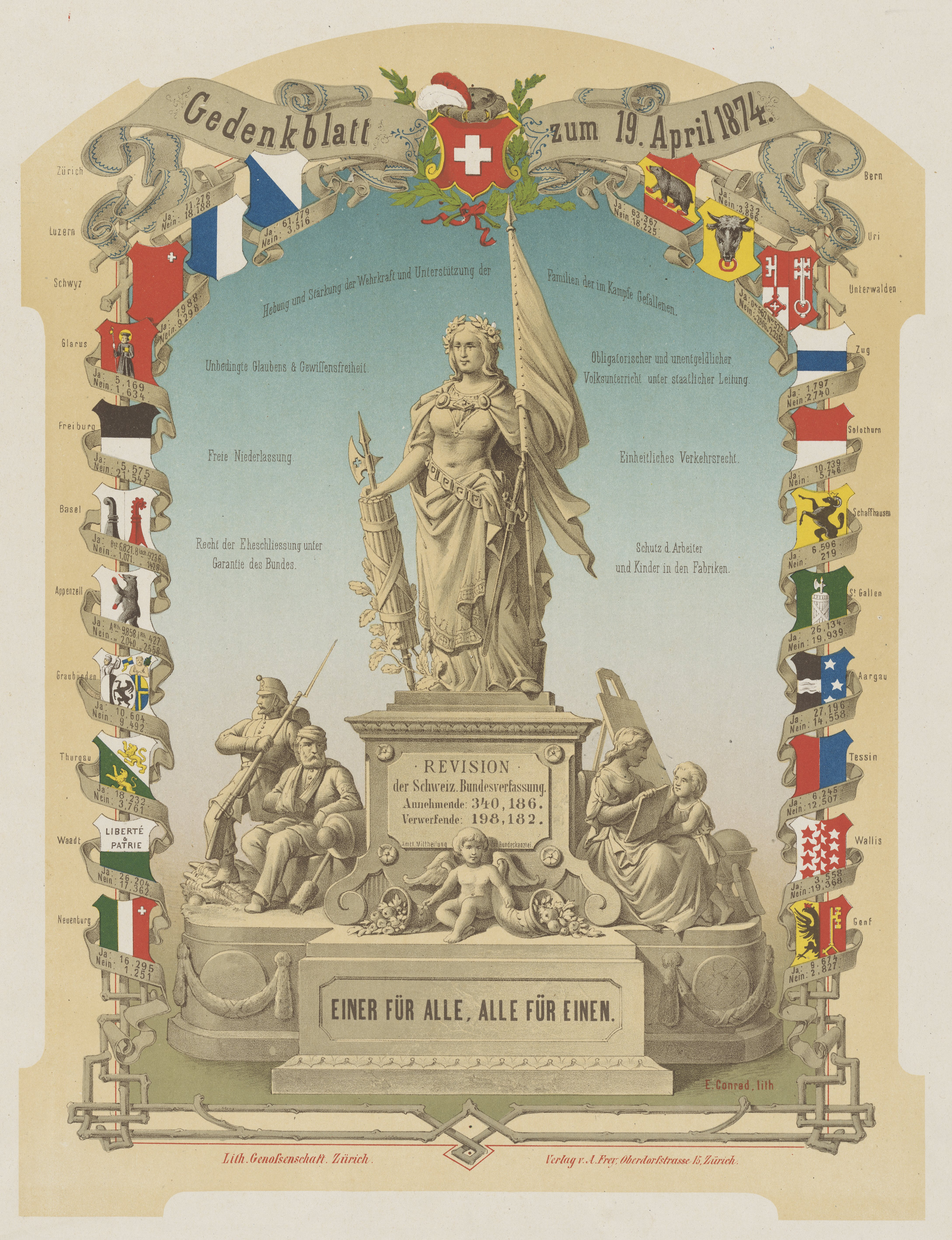
Титульна сторінка Конституції 1874 року

Федеральні вибори у жовтні 1872 року перетворилися на плебісцит «за» чи «проти» ревізії після палких дебатів, які майже повністю зосередилися на цьому питанні. Після підрахунку голосів антиревізіоністи здобули перемогу, отримавши понад 35 % місць у Національній раді, зокрема завдяки зростанню кількості консервативних католиків.
Прихильники перегляду, об'єднані в Швейцарську патріотичну асоціацію (нім. Schweizerischer Volksverein) на чолі з федеральним радником Емілем Вельті, якого в тогочасній пресі іноді порівнювали з Бісмарком, змінили свій метод і спробували розбити єдиний фронт антиревізіоністів, пропонуючи численні поступки франкомовним радикалам-федералістам, сподіваючись таким чином здобути більшість. Разом із проведенням законодавчого референдуму для примирення демократів ця тактика довела свою ефективність 19 квітня 1874 року, коли народ схвалив проєкт нової конституції з явкою понад 80 %. За проєкт проголосувало 63,2 % населення; його підтримали 13½ кантонів, тоді як 8½ кантонів були проти.
Ця поправка розширила повноваження держави, особливо в соціальній сфері, де було розширено свободу пересування робочої сили та підприємництва та чітко гарантовано свободу совісті, віросповідання, торгівлі, промисловості та право на шлюб. Смертна кара була скасована, а правосуддя стало більш ефективним внаслідок створення постійного Федерального суду в Лозанні. Католицькі священнослужителі найбільше програли від цієї поправки: заборона монастирів, позбавлення священнослужителів права бути членами Національної ради та підтвердження заборони єзуїтів. Запровадження факультативного референдуму, який дозволяв винести будь-який федеральний закон на голосування на вимогу 30 000 громадян, надавало можливість противникам закону відхилити його шляхом голосування. Це стало кінцем політичної гегемонії радикалів — відтоді вони були змушені залучати до законотворчого процесу сили, здатні ініціювати референдуми, що поклало початок демократії згоди.

### Напівпряма демократія (1874—1891)

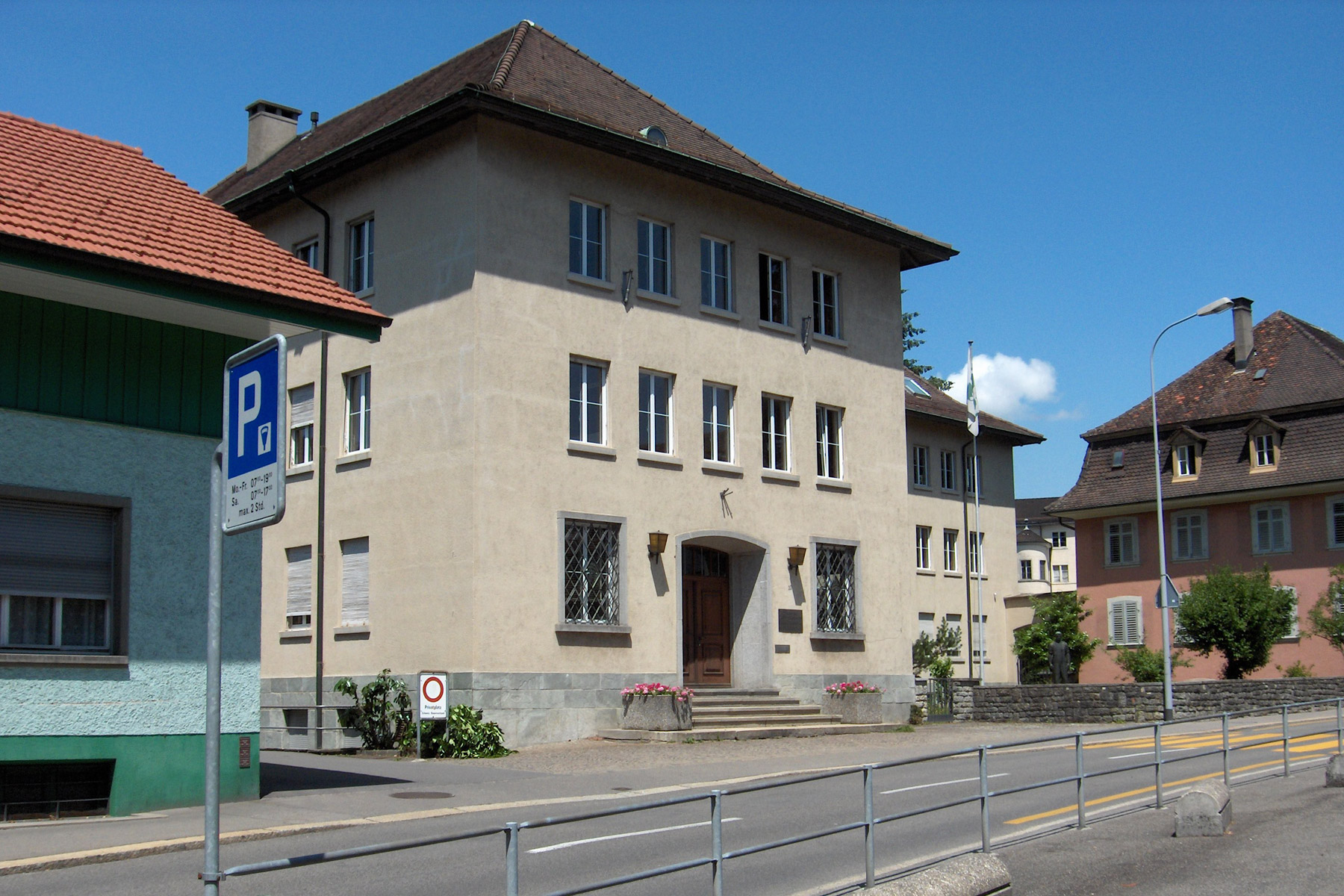
Будинок фермерів у Бруггу, штаб-квартира Швейцарського союзу фермерів

У системі напівпрямої демократії, встановленій Конституцією 1874 року, групи інтересів набули великого значення завдяки своїй здатності збирати підписи, необхідні для ініціювання референдуму щодо закону, який їм не подобався. Між 1870 і 1894 роками ці групи поступово почали організовуватися і об'єднуватися, як політично, з появою перших національних партій, так і економічно, унаслідок створення професійних асоціацій.
В останні три десятиліття XIX століття було створено п'ять парасолькових організацій: Швейцарський союз комерції та промисловості (відомий німецькою мовою як Vorort після його створення в Цюриху в 1882 році)), який був створений у 1870 році для представлення інтересів промисловості та перших великих банків; Швейцарський союз мистецтв і ремесел, який з 1879 року представляє ремісників і малий та середній бізнес; Швейцарська профспілка, яка з 1880 року займається захистом робітників; Швейцарський союз споживчих кооперативів, утворений 1890 року — перший проєкт асоціації захисту прав споживачів; і Швейцарський союз фермерів, заснований 1897 року, який представляє інтереси фермерів. За винятком союзу споживачів, ці організації розглядалися федеральною владою як такі, що представляють свій сектор. Надаючи інформацію та розвіддані федеральній адміністрації, яка на той час мала обмежені ресурси, вони отримували федеральну субсидію.
У той же час були сформовані перші три національні політичні партії: Швейцарська соціалістична партія у 1870 році, Радикально-демократична партія, яка об'єднала прихильників федеративної держави та Швейцарська католицька народна партія (пізніше Консервативна народна партія, потім Християнсько-демократична партія) 1894 року.
Ці національні організації, зокрема католицькі консерватори, яким допомагали федералісти, ініціювали 15 референдумів проти нових федеральних законів між 1874 і 1891 роками, сім з яких були прийняті народом, таким чином дезавуювавши рішення, прийняті парламентом. Зокрема, п'ять референдумів, проведених між 1880 і 1884 роками, були відхилені народом, що продемонструвало прірву між політичним класом і громадянами. Напруженість зростала, зокрема через те, що деякі федеральні радники вважали надмірне використання референдумів демагогією. Пік пристрастей припав на 26 листопада 1882 року, коли відбулося голосування щодо створення федерального секретаріату для початкових шкіл, який противники законопроєкту називали «шкільним приставом»: майже три чверті виборців взяли участь у цьому голосуванні, яке в підсумку було відхилено 60 % голосів.
У цей період було прийнято низку законопроєктів: Закон про військову реформу від 14 листопада 1874 року, який ще більше централізував підготовку та оснащення військ; Закон про фінансування армії, прийнятий у 1878 році після двох невдалих спроб; прийняття метричної системи 3 червня 1875 року; і прийняття Кодексу зобов'язань на початку 1883 року.

## Економіка та індустріалізація
У 1860 році вперше на федеральному рівні було організовано перепис населення, який показав 2 510 494 мешканців; через 40 років той самий перепис показав 3 315 443 мешканців, понад 11 % з яких були іноземцями. У той час міста демонстрували значне демографічне зростання: Берн був найбільш густонаселеним кантоном Швейцарії, Женева утримувала рекорд щільності з 469 мешканцями на квадратний кілометр, а Цюрих і Базель за 20 років подвоїли свою чисельність населення.

### Первинний сектор

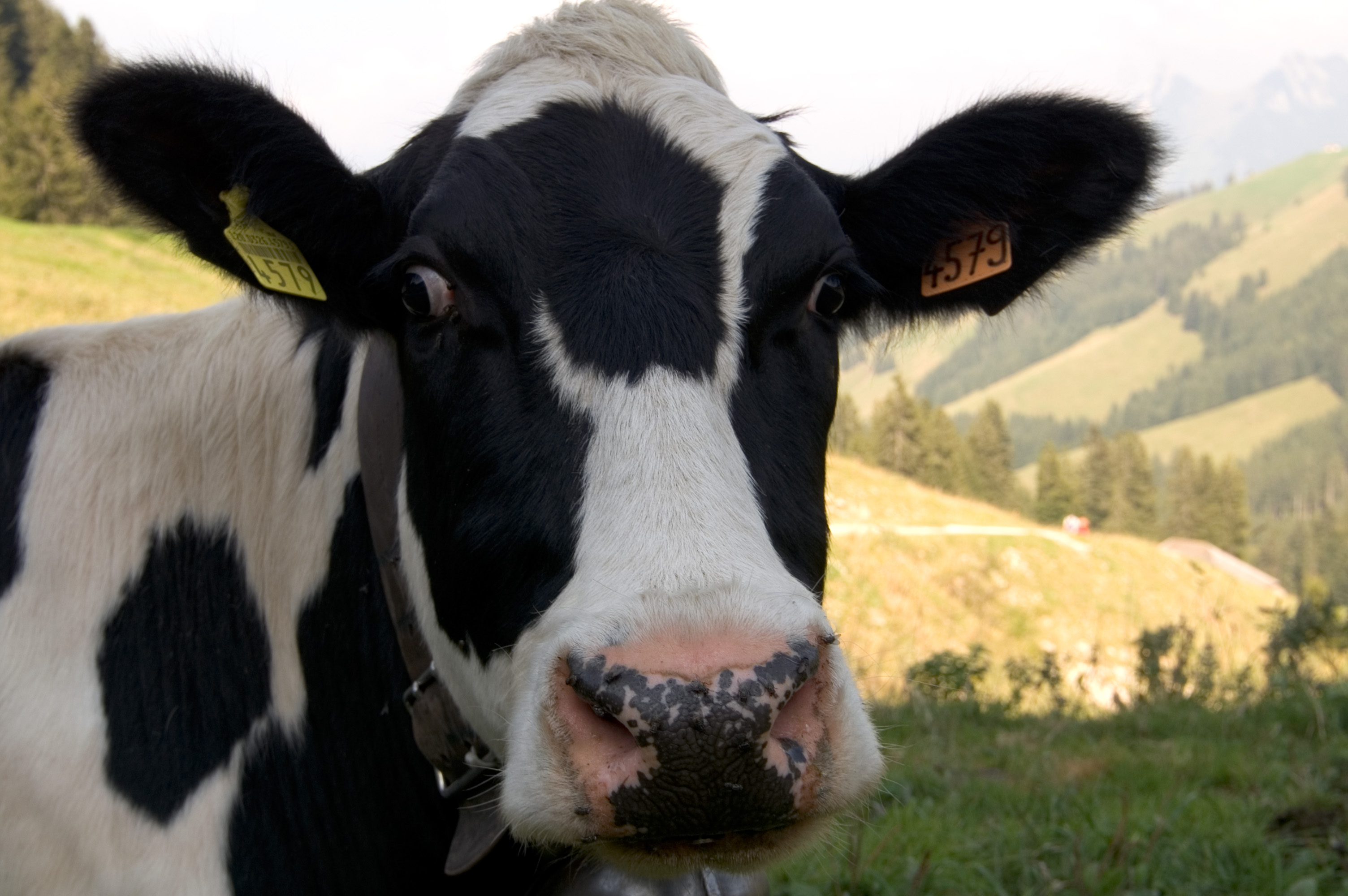
Скотарство та виробництво молочних продуктів

Первинний сектор, який у першій половині століття залишався найважливішим у країні, зіткнувся зі зростаючою конкуренцією з-за кордону, особливо в сільському господарстві, де у 1888 році було зайнято 36 % населення, тоді як у Швейцарії — лише 25 %. Аби зупинити відтік сільського населення та зникнення малих фермерських господарств (посівні площі зернових скоротилися на третину між 1850 і 1880 роками), а також зростання заборгованості фермерів, які змушені були перейти до індустріалізації, федеральний уряд втрутився, запровадивши протекціоністські заходи, підвищивши митні тарифи та надавши субсидії, зокрема, на молочні продукти та розведення великої рогатої худоби.

### Вторинний сектор

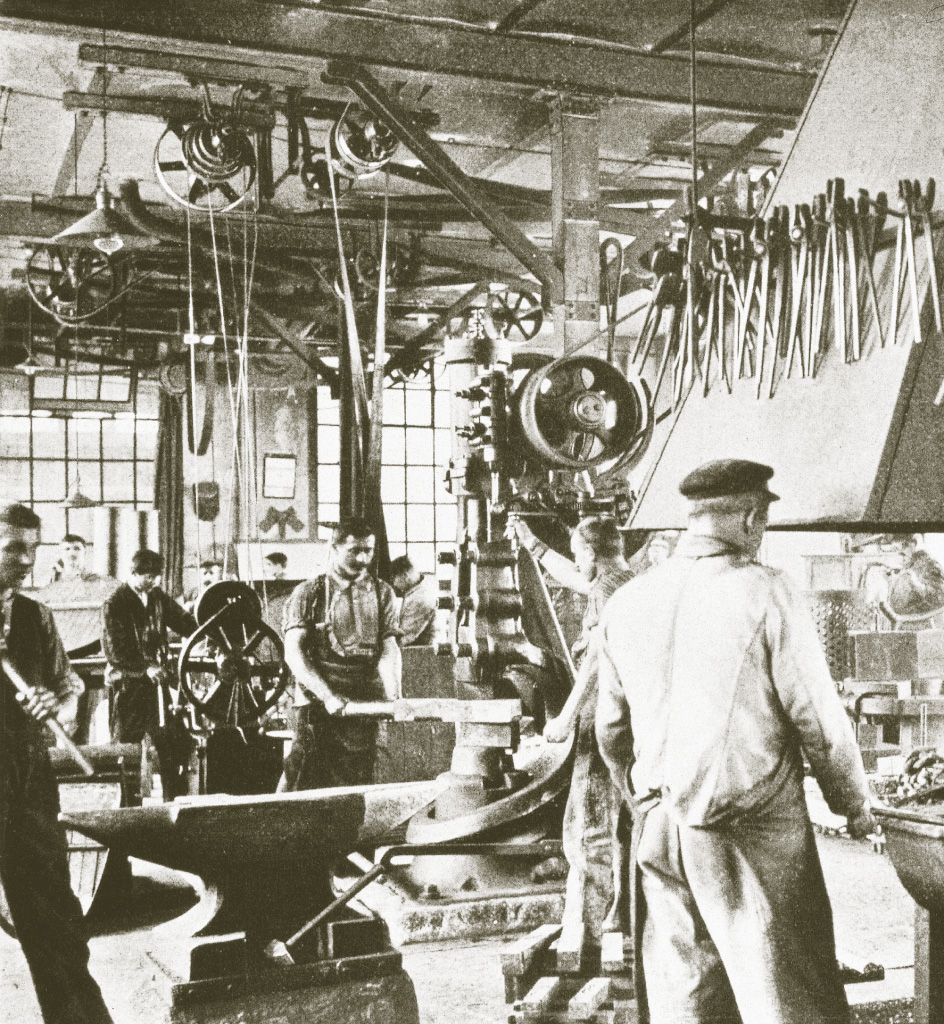
Промислова майстерня в Мадісвілі

Швейцарська промисловість повною мірою скористалася перевагами другої промислової революції та сприятливими економічними й політичними умовами другої половини XIX століття: широкого розповсюдження набула механізація, що дозволило збільшити обсяги виробництва без шкоди для якості.
Ця тенденція була особливо помітною в текстильній промисловості, де переробка бавовни, яка до того часу здебільшого домінувала, опинилася в конкуренції з прядінням і ткацтвом, де механічні верстати цюрихських фабрик все ще співіснували з ручними ткацькими верстатами, шовковими стрічками з Базеля та вишивкою зі Східної Швейцарії. Подібна тенденція розвивалася й у годинникарстві, яке відмовилося від етаблісажу й перейшло на виробництво «по-американськи», вийшовши за історичні межі на Швейцарське плато: майбутня фірма Omega SA переїхала з Ла-Шо-де-Фона до Біля, де стрімко зростала.
Потерпаючи від нестачі сировини, імпорт якої значно збільшує виробничі витрати, швейцарська промисловість спеціалізується на виробництві продукції з високою доданою вартістю.
Загалом, на початку XX століття текстиль залишався провідним експортним сектором, на який припадало 45 % від загального обсягу експорту. За ним йшли машинобудування (15 %), харчова промисловість (15 %), годинникова промисловість (13 %) і хімічна промисловість (5 %). Маючи дуже високу вартість експорту відносно кількості жителів, федеральна держава підтримувала принцип вільної торгівлі у промисловості протягом більшої частини століття. У будівельному секторі низка технологічних досягнень революціонізувала повсякденне життя мешканців міст: водогін з'явився в 1860 році, електрика — в 1880 році, а наприкінці 1870-х років — телефон.

### Сфера послуг

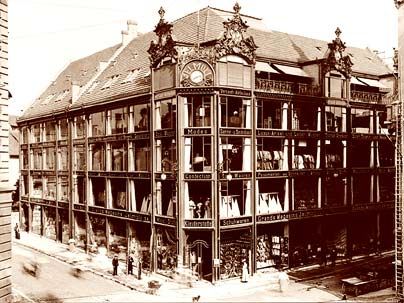
Відкриття першого магазину Jelmoli в Цюриху в 1896 році

110 000 робочих місць у 1850 році порівняно з 280 000 у 1880 році — ці цифри свідчать про зростання сектору послуг у другій половині століття. Транспорт, страхування і, насамперед, туризм і роздрібна торгівля зазнали особливо сильного зростання. З'явилися перші універмаги (перший з них, Jelmoli на Бангофштрасе в Цюриху, був відкритий у 1833 році), а також Швейцарський союз споживчих кооперативів (який став Coop у 1970 році) і Migros у 1925 році.
Однак саме фінансові центри зазнали найсильнішого зростання. Запізніле створення Національного банку Швейцарії в 1907 році призвело до зростання кількості приватних банків, особливо в Женеві, Базелі та Цюриху, де фондові біржі були створені в 1863, 1876 і 1877 роках відповідно. Швейцарія поступово перетворилася на фінансовий центр і податковий притулок із запровадженням банківської таємниці, що спонукало іноземні банки відкривати тут свої представництва: Banque de Paris et des Pays-Bas у 1872 році, Crédit Lyonnais у 1876 році, у 1920-х роках до них приєдналися Lloyds Bank, Barclays та American Express.

### Розвиток залізниць

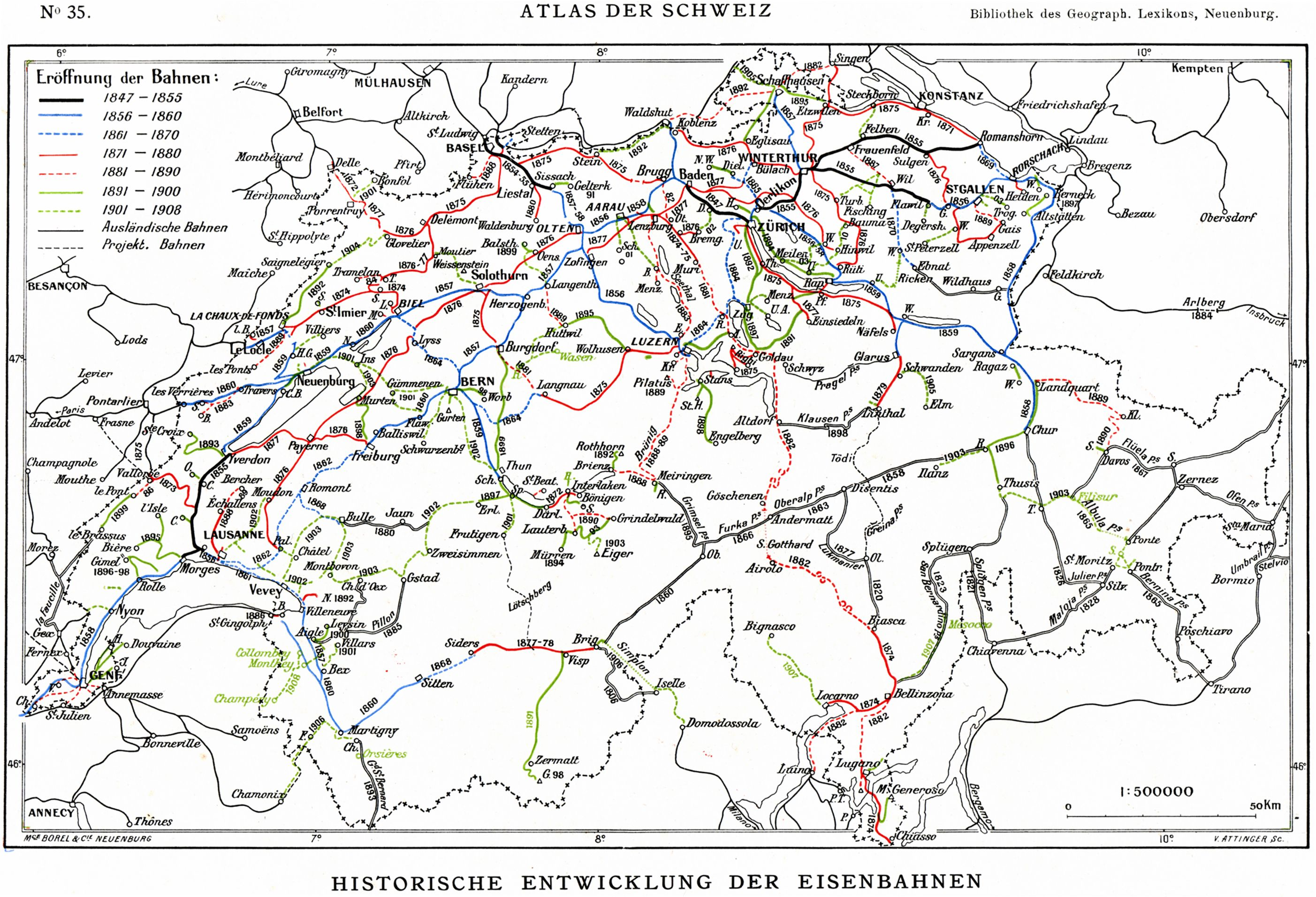
План розвитку швейцарських залізничних ліній між 1847 і 1908 роками

Порівняно з сусідніми країнами, будівництво залізниць у Швейцарії розпочалося із запізненням, головним чином через технічні труднощі, пов'язані з рельєфом місцевості та внутрішніми митними складнощами: перша національна лінія, що з'єднала Цюрих із Баденом на відстані 30 км і відома в народі як Spanisch-Brötli Bahn, з'явилася лише в 1847 році.
У 1850 році, після рішення парламенту заохочувати приватну ініціативу у будівництві нових ліній, уряд замовив дослідження двом англійцям, які спланували лінії, що йшли б долинами, щоб уникнути якомога більшої кількості мостів і тунелів, і використовували поромну переправу для перетину озер. Головним вузлом мережі мав стати Ольтен, де б зустрічалися дві головні лінії. Проєкт був дуже погано сприйнятий і врешті-решт відхилений.
28 липня 1852 року уряд прийняв закон, який підтверджував, що будівництво та експлуатація залізниць буде доручено кантонам і приватним компаніям. Після цього офіційного рішення менш ніж за 10 років, в умовах повної анархії та на тлі боротьби між різними економічними групами, зокрема з Франції, П'ємонту та Німеччини, було збудовано майже 1 000 кілометрів колій. У цей період три головні компанії (Центральна, що базувалася в Базелі; Північно-Східна, яка пролягала від Аарау до Цюриха; і Західна навколо Женевського озера) та кілька інших другорядних компаній витратили понад 340 мільйонів франків на розширення мережі, незважаючи на численні технічні та політичні труднощі у відносинах між кантонами. Стикнувшись із постійно зростаючою потребою в капіталі для фінансування будівельних робіт, Альфред Ешер, власник і голова Північно-Східної компанії, заснував у 1856 році банк у Цюриху під назвою Kreditanstalt і відкрив три мільйони франків капіталу для громадськості: за три дні підписки досягли 21,78 мільйона. Ця компанія, яка згодом стане групою Credit Suisse, через десять років також дасть початок компаніям Rentenanstalt, Swiss Re і, опосередковано, Zurich Financial Services Group.

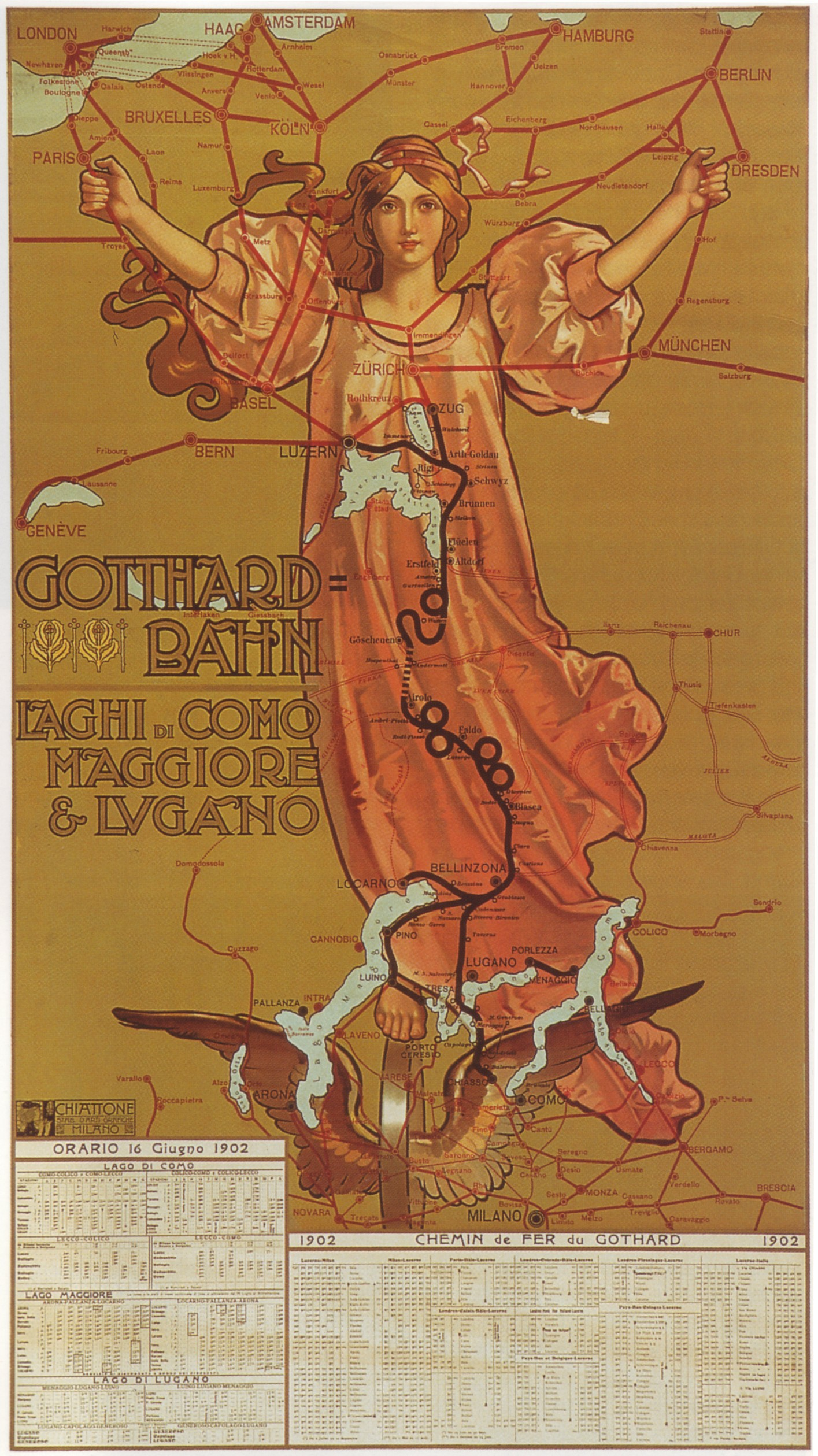
План Готтардської лінії 1902 року

Фінансова криза 1860-х років призвела до перших злиттів між компаніями, зважаючи на низьку прибутковість побудованих ліній. Зіткнувшись з новим урядовим планом націоналізації мережі в 1863 році, основні компанії-власники заснували Компанію з експлуатації швейцарських залізниць у 1867 році, а три компанії у франкомовній Швейцарії об'єдналися в 1873 році під назвою Chemin de fer de la Suisse occidentale.
У 1869 році між Швейцарією, Італією та Німецькою імперією було підписано міждержавну угоду про будівництво лінії через Готтард. Роботи розпочалися через три роки і тривали понад 10 років, протягом яких сам 15-кілометровий тунель і під'їзні пандуси до нього вважалися дивами сучасної техніки. Однак цей задум вартував життя 177 з 2480 робітників, зайнятих на будівництві, при цьому четверо були вбиті армією після страйку робітників на знак протесту проти умов праці. Невдовзі після завершення Готтардського тунеля з'явився Сімплонський тунель, фінансово та політично підтриманий Францією у 1906 році, за яким у 1913 році з'явився Лечберзький тунель.
З 1871 року гірські залізниці, починаючи з лінії Рігі, було вдосконалено завдяки винаходу зубчастої залізниці, а незабаром — електрики. Так, 1898 року відкрилася залізниця до вершини Горнерграт, а 1912 року Юнгфрауська залізниця з'єднала Кляйне-Шайдегг із перевалом Юнгфрауйох на висоті понад 3 000 м.
У 1898 році Конфедерація почала перебирати на себе управління залізницями, зокрема зі створенням Швейцарських федеральних залізниць у 1902 році. Однак деякі лінії залишилися приватними, як, наприклад, залізничні компанії Лечберг і Ретійська залізниця в кантоні Граубюнден.

## Громадські рухи

### Початок робітничого руху у Швейцарії
Існує небагато документів про початок робітничого руху в Швейцарії, який можна датувати першою половиною XIX століття; перші стихійні рухи були організовані на підтримку вимог підвищення заробітної плати або скорочення робочого дня, який на той час зазвичай становив 14 або 15 годин на день. Однак у 1832 році стався один інцидент: надомники, які щойно залізли в борги, щоб оновити свої верстати, підпалили нову фабрику, збудовану в Устері, побоюючись конкуренції. Однією з перших відомих груп, після утворення товариств взаємодопомоги, відповідальних за допомогу своїм членам у скруті, була група друкарів, які в 1850 році домоглися тарифу, узгодженого з роботодавцями, і в 1858 році створили національну профспілку. У 1863 році за ними пішли кравці, а в 1864 році — шевці. У 1848 році кантон Гларус, європейський піонер у сфері захисту прав робітників, прийняв закон, що обмежував роботу дорослих на прядильних фабриках до 15 годин на день (включаючи обідню перерву), потім 12 годин на фабриках у 1864 році.
В умовах федеральної держави почало швидко зростати Товариство Грютлі, засноване в Женеві в 1838 році як патріотичне об'єднання ремісників — у 1851 році воно налічувало 1 282 членів у 34 секціях, серед яких були не лише ремісники, а й працівники, державні службовці та фермери. Перші представники робітників у кантональних парламентах датуються цим періодом: П'єр Куллері був обраний у Берні в 1849 році, Йоганн Якоб Трайхлер — у Цюриху в 1850 році, а Карл Бюрклі — також у Цюриху наступного року.

### Профспілкові об'єднання

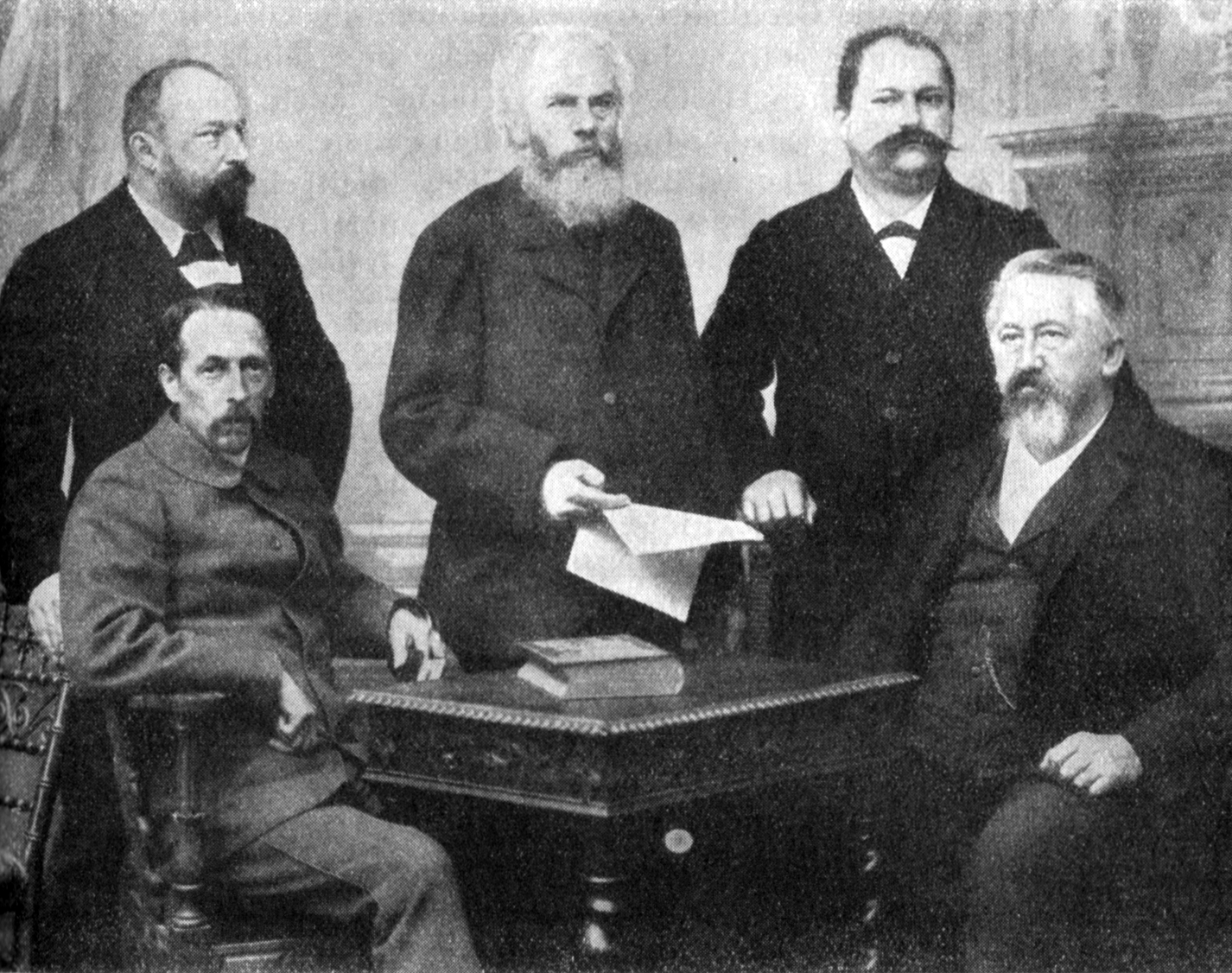
Засновники Швейцарської федерації робітників: Август Мерк, Луї Ерітьє, Герман Гройліх, Готфрід Райманн і Рудольф Морф

Саме в цій обстановці Перший Інтернаціонал, заснований 1864 року, відкрив свою першу секцію в Женеві в 1866 році під впливом німецьких робітників, які знайшли притулок у Швейцарії. Незабаром він мав кілька секцій завдяки численним конференціям і зустрічам, організованим по всій країні, зокрема з росіянином Михайлом Бакуніним, який відстоював свої ідеї анархізму. У 1868 році Товариство Грютлі розглядало можливість приєднання до Першого Інтернаціоналу, але зрештою відмовилося від цієї ідеї, об'єднавши зусилля з демократами і підтримавши конституційну реформу. У 1868—1873 рр. робітничий рух зростав у силі та організованості, оскільки кількість страйків збільшувалася.
У 1873 році в Ольтені була заснована Швейцарська федерація робітників. Політично нейтральна, ця асоціація представила помірковану програму, яка швидко завоювала успіх, переважно серед профспілкових діячів та членів політичних об'єднань або лікарняних кас: за кілька років свого існування вона налічувала майже 6300 членів, об'єднаних у 125 секцій і була особливо активною в кампанії з проведення федерального референдуму 21 жовтня 1877 року, відомого як «Закон про фабрики», який був схвалений 51,5 % виборців. Цей перший федеральний закон про захист працівників був безпосередньо натхненний моделлю Гларуса і встановлював максимальну межу в 11 годин роботи на день, забороняючи при цьому використання праці дітей віком до 14 років і нічну роботу для жінок.
На своєму 7-му з'їзді у 1880 році Вільна федерація проголосувала за саморозпуск і приєднання до Швейцарського синдикального союзу, заснованого й очолюваного Германом Гройліхом. Незважаючи на важкий фінансовий старт, новий профспілковий центр зблизився з Грютлі та Швейцарською соціалістичною партією, коли у 1886 році створив резервний фонд для допомоги страйкуючим робітникам. Фактично, у 1880-х роках почалося зростання конфліктів на роботі: з 1880 по 1914 рік було офіційно зареєстровано 2416 страйків; у 193 випадках втручалася поліція, а в 40 випадках — армія.
У 1890 році перший соціаліст, Якоб Фогельзангер з Цюриха, був обраний до Національної ради 9 листопада в третьому турі голосування. Він переміг свого опонента-радикала, який вважався фаворитом. Того ж року 1 травня у Швейцарії вперше відзначили як день соціальної дії.

## Швейцарія в Прекрасну епоху

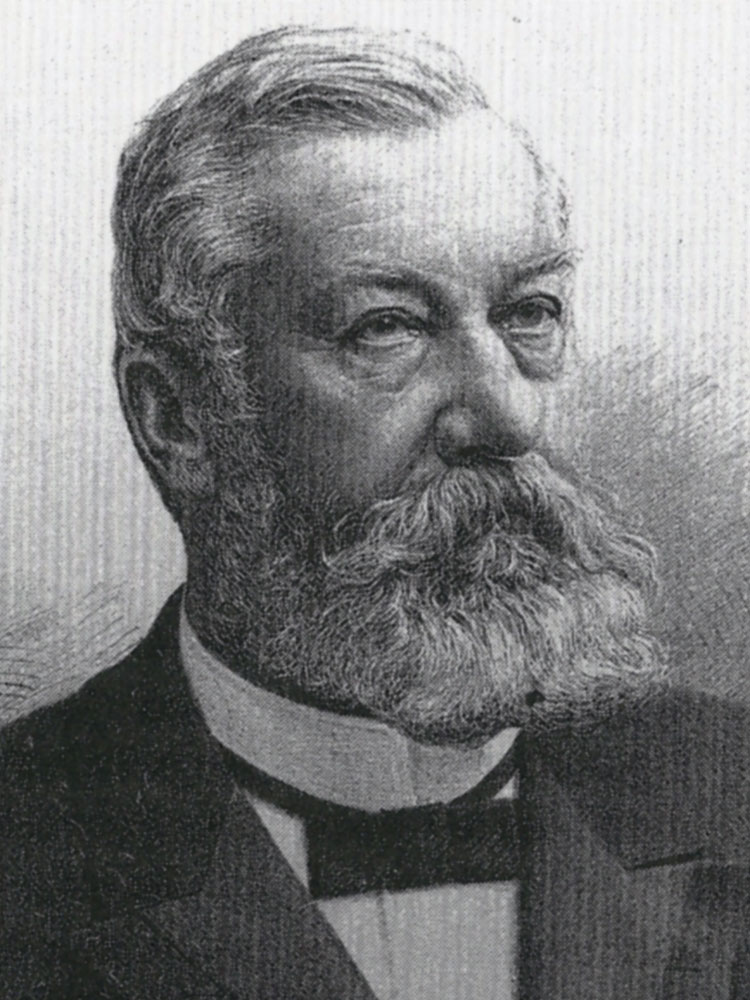
Портрет Йозефа Цемпа, першого федерального радника не з числа радикалів

### 1891 рік
1891 рік став переломним у новітній історії країни через значні політичні, культурні та соціальні зміни, що відбулися.
Першим привернуло увагу обрання Йозефа Цемпа з Люцерна до Федеральної ради 17 грудня 1891 року: вперше сім місць більше не були зайняті радикалами, яким довелося прийняти консервативного католика серед своїх, сформувавши таким чином перший уряд згоди. Протягом кількох років колишні вороги із Зондербунду висловлювали бажання приєднатися до федерального уряду, зайнявши більш відкриту позицію та погодившись на компроміс.
На політичному рівні 5 липня 1891 року за результатами 60,3 % голосів до Конституції були внесені поправки, які запровадили народну ініціативу, тим самим розширивши можливості прямої демократії (при цьому за проголосувало 17 кантонів, проти — всього 4).
На культурному фронті по всій країні відзначається 600-річчя Конфедерації, в основі якого лежить подвійна тема: піднесення цінностей минулого та розбудова Швейцарії майбутнього. З цієї нагоди уряд запровадив вихідний день 1 серпня на пам'ять про Федеративну хартію, оголошену основоположним актом союзу трьох лісових кантонів. Офіційна церемонія, що завершилася виконанням кантати «Рютлі» Гюстава Арнольда, відбувається на галявині Рютлі, де, згідно з легендою, троє конфедератів склали клятву про вічний союз.
Нарешті, 1891 рік став рекордним за кількістю страйків: 52 страйки в країні в цілому та загалом понад 5 000 страйкарів. Така рекордна кількість страйків частково пояснюється великою економічною депресією, яка давалася взнаки.

### Народна ініціатива
Принцип народної ініціативи, який дозволяє певній кількості людей, що мають право голосу, подавати законопроєкти на всенародне голосування, існував у кантонах Люцерн і Санкт-Галлен з 1831 року. Потім воно було запроваджене в Гларусі в 1836 році, Во в 1845 році і Берні наступного року, перш ніж більшість кантонів прийняли його, коли вони стали федеральними суб'єктами. На федеральному рівні право народної ініціативи було прямо згадано в редакції 1872 року, але не в редакції 1874 року. Лише у 1884 році троє депутатів подали відповідну пропозицію. У 1890 році Федеральна рада відповіла на цю пропозицію, представивши свій план: прийнята ініціатива буде включена безпосередньо до Конституції, при цьому єдиний спосіб опозиції в Парламенті — це виступати проти контрпропозиції, таким чином пропонуючи альтернативу голосуванню. Ця пропозиція була прийнята всенародним голосуванням 5 липня 1891 року.
Між 1891 і 1914 роками дев'ять ініціатив зібрали необхідні 50 000 підписів (ця цифра була збільшена до 100 000 у 1977 році після запровадження жіночого виборчого права); з цих дев'яти ініціатив лише дві були прийняті народом: заборона забою худоби за єврейським ритуалом у 1893 році та заборона споживання абсенту в 1908 році, тобто співвідношення успіху становило приблизно одну третину. З роками цей показник зменшуватиметься.
Однією з відхилених пропозицій було те, що Національна рада має обиратися за пропорційною, а не мажоритарною системою. Спершу 59 % виборців відхилили її, але через десять років цю пропозицію запропонували знову на тих же умовах і відхилили знову, цього разу голосами 52,5 % виборців. У 1918 році цю пропозицію врешті підтримали 66 % виборців

### Прекрасна епоха
У Швейцарії, як і в усій Європі, початок XX століття відзначився як початок ери прогресу та процвітання завдяки технологіям, що було проілюстровано національною виставкою 1896 року в Женеві. Економіка країни дійсно процвітала, пропонуючи своїм громадянам сучасні умови життя та значне підвищення заробітної плати — до 86 % між 1875 і 1913 роками для робітників текстильної промисловості.
Однак купівельна спроможність робітників у цей період зросла дуже мало: стандартна сім'я повинна була витрачати близько трьох чвертей свого доходу (дружина й діти обов'язково повинні були працювати), щоб задовольнити свої життєві потреби, тоді як представники середнього класу того часу, такі як державні службовці, могли витрачати третину свого доходу на культурні витрати.
Проти збільшення соціально-економічного розриву боролися Швейцарська соціалістична партія, яка в 1904 році прийняла програму, спрямовану на «пролетарську революцію», та профспілкові діячі, яких підтримували філантропи та церковні діячі, такі як Папа Лев XIII, який у 1891 році опублікував енцикліку Rerum novarum на підтримку справедливої заробітної плати для робітників. Між 1900 і 1914 роками було зафіксовано понад 130 страйків у середньому на рік, а пік припав на 1907 рік, коли 32 000 страйкарів взяли участь у 276 страйках. За часів Прекрасної епохи страйки набули масового характеру й охопили широкий спектр професій; у відповідь на це господарі наймали «страйкарів», яких іноді доводилося захищати за допомоги поліції чи армії. Цей політичний клімат, хоча й зазнав глибокого впливу подій XX століття, досяг свого апогею під час загального страйку 1918 року в Швейцарії, перш ніж різні соціальні досягнення дозволили країні повернутися до спокою й нормального життя.